# Bright Eyes/Diskografie
Diese Diskografie ist eine Übersicht über die musikalischen Werke der US-amerikanischen Indie-Rock/Folk-Band Bright Eyes. Den Schallplattenauszeichnungen zufolge hat sie bisher mehr als 1,3 Millionen Tonträger verkauft, davon alleine in ihrer Heimat über eine Million.

## Alben

### Studioalben
| Jahr | Titel                                                           | Höchstplatzierung, Gesamtwochen, AuszeichnungChartplatzierungen (Jahr, Titel, Platzierungen, Wochen, Auszeichnungen, Anmerkungen) | Höchstplatzierung, Gesamtwochen, AuszeichnungChartplatzierungen (Jahr, Titel, Platzierungen, Wochen, Auszeichnungen, Anmerkungen) | Höchstplatzierung, Gesamtwochen, AuszeichnungChartplatzierungen (Jahr, Titel, Platzierungen, Wochen, Auszeichnungen, Anmerkungen) | Höchstplatzierung, Gesamtwochen, AuszeichnungChartplatzierungen (Jahr, Titel, Platzierungen, Wochen, Auszeichnungen, Anmerkungen) | Höchstplatzierung, Gesamtwochen, AuszeichnungChartplatzierungen (Jahr, Titel, Platzierungen, Wochen, Auszeichnungen, Anmerkungen) | Anmerkungen                              |
| Jahr | Titel                                                           | DE | AT | CH | UK | US | Anmerkungen                              |
| ---- | --------------------------------------------------------------- | --- | --- | --- | --- | --- | ---------------------------------------- |
| 1998 | A Collection of Songs Written and Recorded 1995–1997            | — | — | — | — | — |                                          |
| 1998 | Letting Off the Happiness                                       | — | — | — | — | — |                                          |
| 2000 | Fevers and Mirrors                                              | — | — | — | — | — |                                          |
| 2002 | Lifted or The Story Is in the Soil, Keep Your Ear to the Ground | — | — | — | — | US161 (1 Wo.)US |                                          |
| 2002 | A Christmas Album                                               | — | — | — | — | — |                                          |
| 2005 | Digital Ash in a Digital Urn                                    | DE30 (3 Wo.)DE | AT49 (2 Wo.)AT | — | UK43 (2 Wo.)UK | US15 (10 Wo.)US |                                          |
| 2005 | I’m Wide Awake, It’s Morning                                    | DE21 (6 Wo.)DE | AT46 (4 Wo.)AT | — | UK23 Gold · (8 Wo.)UK | US10 Gold · (17 Wo.)US |                                          |
| 2005 | Motion Sickness: Live Recordings                                | — | — | — | — | — |                                          |
| 2006 | Noise Floor (Rarities 1998–2005)                                | — | — | — | — | US107 (1 Wo.)US |                                          |
| 2007 | Cassadaga                                                       | DE19 (4 Wo.)DE | AT47 (3 Wo.)AT | CH59 (2 Wo.)CH | UK13 (4 Wo.)UK | US4 (9 Wo.)US |                                          |
| 2011 | The People’s Key                                                | DE42 (2 Wo.)DE | AT36 (2 Wo.)AT | CH50 (1 Wo.)CH | UK46 (1 Wo.)UK | US13 (5 Wo.)US |                                          |
| 2020 | Down in the Weeds, Where the World Once Was                     | DE8 (3 Wo.)DE | AT21 (1 Wo.)AT | CH32 (2 Wo.)CH | UK22 (1 Wo.)UK | US36 (1 Wo.)US |                                          |
| 2024 | Five Dice, All Threes                                           | DE38 (1 Wo.)DE | — | CH85 (1 Wo.)CH | — | — | Erstveröffentlichung: 20. September 2024 |

### EPs
| Jahr | Titel      | Höchstplatzierung, Gesamtwochen, AuszeichnungChartplatzierungen (Jahr, Titel, Platzierungen, Wochen, Auszeichnungen, Anmerkungen) | Höchstplatzierung, Gesamtwochen, AuszeichnungChartplatzierungen (Jahr, Titel, Platzierungen, Wochen, Auszeichnungen, Anmerkungen) | Höchstplatzierung, Gesamtwochen, AuszeichnungChartplatzierungen (Jahr, Titel, Platzierungen, Wochen, Auszeichnungen, Anmerkungen) | Höchstplatzierung, Gesamtwochen, AuszeichnungChartplatzierungen (Jahr, Titel, Platzierungen, Wochen, Auszeichnungen, Anmerkungen) | Höchstplatzierung, Gesamtwochen, AuszeichnungChartplatzierungen (Jahr, Titel, Platzierungen, Wochen, Auszeichnungen, Anmerkungen) | Anmerkungen |
| Jahr | Titel      | DE | AT | CH | UK | US | Anmerkungen |
| ---- | ---------- | --- | --- | --- | --- | --- | ----------- |
| 2007 | Four Winds | — | — | — | UK57 (1 Wo.)UK | US57 (2 Wo.)US |             |

Weitere EPs
- 1999: Every Day and Every Night
- 2001: Don’t Be Frightened of Turning the Page
- 2002: There Is No Beginning to the Story EP

## Singles

### Als Leadmusiker
| Jahr | Titel Album                   | Höchstplatzierung, Gesamtwochen, AuszeichnungChartplatzierungen (Jahr, Titel, Album, Platzierungen, Wochen, Auszeichnungen, Anmerkungen) | Höchstplatzierung, Gesamtwochen, AuszeichnungChartplatzierungen (Jahr, Titel, Album, Platzierungen, Wochen, Auszeichnungen, Anmerkungen) | Höchstplatzierung, Gesamtwochen, AuszeichnungChartplatzierungen (Jahr, Titel, Album, Platzierungen, Wochen, Auszeichnungen, Anmerkungen) | Höchstplatzierung, Gesamtwochen, AuszeichnungChartplatzierungen (Jahr, Titel, Album, Platzierungen, Wochen, Auszeichnungen, Anmerkungen) | Höchstplatzierung, Gesamtwochen, AuszeichnungChartplatzierungen (Jahr, Titel, Album, Platzierungen, Wochen, Auszeichnungen, Anmerkungen) | Anmerkungen        |
| Jahr | Titel Album                   | DE | AT | CH | UK | US | Anmerkungen        |
| ---- | ----------------------------- | --- | --- | --- | --- | --- | ------------------ |
| 2004 | Lua –                         | — | — | — | UK80 (1 Wo.)UK | — | US Single Sales #1 |
| 2004 | Take It Easy (Love Nothing) – | — | — | — | UK78 (1 Wo.)UK | — | US Single Sales #2 |
| 2005 | First Day of My Life –        | — | — | — | UK37 Silber · (3 Wo.)UK | US— GoldUS |                    |
| 2005 | Easy/Lucky/Free –             | — | — | — | UK42 (2 Wo.)UK | — |                    |

Weitere Singles
- 2000: Motion Sickness
- 2001: I Will Be Grateful For This Day / I Will Be Grateful For Each Day To Come
- 2002: 3 More Hit Songs (Lover I Don’t Have to Love)
- 2005: Gold Mine Gutted
- 2005: When The President Talks To God
- 2007: Hot Knives/If the Brakeman Turns My Way
- 2010: Singularity
- 2011: Shell Games

### Splits
- 1997: Bright Eyes/Squadcar 96 (mit Squadcar 96)
- 1999: Too Much of a Good Thing Is a Good Thing (mit The Books)
- 2000: Bright Eyes vs. Her Space Holiday (mit Her Space Holiday)
- 2000: Insound Tour Support Series No. 12 (mit Son, Ambulance)
- 2001: Oh Holy Fools – The Music of Son, Ambulance and Bright Eyes (mit Son, Ambulance)
- 2001: Collaboration Series #1 (mit The Album Leaf)
- 2002: Bright Eyes With Rilo Kiley/Sorry About Dresden (mit Rilo Kiley)
- 2002: Home Volume IV: Bright Eyes & Britt Daniel (mit Britt Daniel)
- 2004: One Jug of Wine, Two Vessels (mit Neva Dinova)

## Sonstige Veröffentlichungen
- 2003: Vinyl Box Set (Sammlung der ersten drei Alben und der ersten beiden EPs auf Vinyl inklusive Bonustracks)[2]
- 2010: One Jug of Wine, Two Vessels (Re-Issue der 2004 erschienenen Split-EP mit Neva Dinova, enthält vier neue Songs)
- 2016: The Studio Albums 2000-2011 (Box Set, limitiert auf 5000 Stück weltweit)

## Videoalben
- 2002: Bowl of Oranges
- 2002: Lover I Don’t Have to Love
- 2005: Lua
- 2005: First Day of My Life
- 2005: Easy/Lucky/Free
- 2005: At the Bottom of Everything
- 2007: Four Winds
- 2007: Hot Knives
- 2011: Shell Games
- 2011: Jejune Stars

## Statistik

### Chartauswertung
|                     | DE    | AT    | CH    | UK    | US    |
| ------------------- | ----- | ----- | ----- | ----- | ----- |
| Nummer-eins-Alben   | DE—DE | AT—AT | CH—CH | UK—UK | US—US |
| Top-10-Alben        | DE1DE | AT—AT | CH—CH | UK—UK | US2US |
| Alben in den Charts | DE6DE | AT5AT | CH4CH | UK6UK | US8US |

|                       | DE    | AT    | CH    | UK    | US    |
| --------------------- | ----- | ----- | ----- | ----- | ----- |
| Nummer-eins-Singles   | DE—DE | AT—AT | CH—CH | UK—UK | US—US |
| Top-10-Singles        | DE—DE | AT—AT | CH—CH | UK—UK | US—US |
| Singles in den Charts | DE—DE | AT—AT | CH—CH | UK4UK | US—US |

### Auszeichnungen für Musikverkäufe
| Goldene Schallplatte - Europa (Impala) - 2008: für das Album Digital Ash in a Digital Urn - 2008: für das Album I’m Wide Awake, It’s Morning |

Anmerkung: Auszeichnungen in Ländern aus den Charttabellen bzw. Chartboxen sind in ebendiesen zu finden.
| Land/RegionAuszeichnungen für Musikverkäufe (Land/Region, Auszeichnungen, Verkäufe, Quellen) | Silber  | Gold     | Platin | Verkäufe  | Quellen         |
| -------------------------------------------------------------------------------------------- | ------- | -------- | ------ | --------- | --------------- |
| Europa (Impala)                                                                              | —       | 2× Gold2 | —      | (200.000) | Einzelnachweise |
| Vereinigte Staaten (RIAA)                                                                    | —       | 2× Gold2 | —      | 1.000.000 | riaa.com        |
| Vereinigtes Königreich (BPI)                                                                 | Silber1 | Gold1    | —      | 300.000   | bpi.co.uk       |
| Insgesamt                                                                                    | Silber1 | 5× Gold5 | —      |           |                 |